# Dratvuo
Dratvuo, jinak nazývaná také Dratvinys, Dratvinis, Dretvinis, je říčka 2. řádu ve středu Litvy v okrese Kelmė, pravý přítok řeky Dubysa, do které se vlévá u obce Lyduvėnai 1 km před nejdelším a nejvyšším lyduvėnským železničním mostem, 75,5 km od ústí Dubysy do Němenu. Pramení 1 km na východ od vsi Vaišviliškiai, 1,7 km západně od obce Lioliai. Zpočátku se klikatí západoseverozápadním směrem, protéká rybníky Liolių II tvenkinys (plocha 3 ha), Liolių I tvenkinys (plocha 0,9 ha) a ještě třemi menšími rybníčky. Za posledním z nich se stáčí k jihovýchodu, po soutoku s Juodupisem se stáčí k východu, protéká dalším rybníkem, po soutoku s Palyksnė se stáčí k jihovýchodu až k soutoku s řekou Dubysa. Teče 40 m hlubokým a 250 m širokým říčním údolím. Celkový spád je 60 m.

## Přítoky
- Levé:

| Hydrologické pořadí | Řeka                   | Délka (km) | Povodí (km²) | Vzdálenost od ústí (km) | Ústí kde     | Koordináty ústí                 |
| ------------------- | ---------------------- | ---------- | ------------ | ----------------------- | ------------ | ------------------------------- |
| 14010283            | Palyksnė neboli Lyksnė | 5,6        | 10,1         | 8,9                     | Flerijoniškė | 55°32′40″ s. š., 23°0′41″ v. d. |
| 14010285            | Kušla                  | 2,6        | 5,8          | 4,9                     | Krantai      | 55°31′30″ s. š., 23°3′0″ v. d.  |

- Pravé:

| Hydrologické pořadí | Řeka                       | Délka (km) | Povodí (km²) | Vzdálenost od ústí (km) | Ústí kde  | Koordináty ústí                  |
| ------------------- | -------------------------- | ---------- | ------------ | ----------------------- | --------- | -------------------------------- |
|                     | Rūdija                     | 2,0        |              | 11,4                    | Kirkilai  | 55°33′1″ s. š., 22°58′18″ v. d.  |
| 14010281            | Žaltinys                   | 4,2        | 2,5          | 11,9                    | Uikenai   | 55°32′50″ s. š., 22°58′38″ v. d. |
| 14010282            | Juodupis                   | 3,1        | 2,1          | 10,6                    | Drupiškė  | 55°32′29″ s. š., 22°59′20″ v. d. |
| 14010284            | Kuprė                      | 4,8        | 7,1          | 5,4                     | Krantai   | 55°31′35″ s. š., 23°2′42″ v. d.  |
|                     | Veliuonėlė neboli Velionka | 2,9        | 4,1          | 4,3                     | Krantai   | 55°31′19″ s. š., 23°3′8″ v. d.   |
|                     | Šuliaravis                 |            |              | 1,0                     | Lyduvėnai | 55°30′25″ s. š., 23°4′35″ v. d.  |

## Jazykové souvislosti
Původ názvu není jasný, předpokládá se, že je odvozeno od původem německého dratas – draht – drát.

### Skloňování
Název Dratvuo je v litevštině rodu ženského, číslo jednotné, skloňování je v poměrně zřídka se vyskytující V. třídě, kde se v jiných (než v 1. p. č.j.) pádech mezi kmen a příponu vkládá vsuvka -en-. Pokud by se měla respektovat tato zvláštnost, skloňovalo by se v češtině takto:

1. p. Dratvuo

2. p. Dratveně

3. p. Dratveni

4. p. Dratvuo

5. p. Dratveni!

6. p. (o) Dratveni

7. p. Dratvení

Přivlastňovací přídavné jméno: Dratvenský, -á, -é.

Tento způsob skloňování není potvrzen ÚJČ AV ČR!